# NGC 1835
NGC 1835 is een open sterrenhoop in het sterrenbeeld Goudvis. Het hemelobject werd op 24 september 1826 ontdekt door de Schotse astronoom James Dunlop.

## Synoniemen
- ESO 56-SC58